# 张英 (东汉)
張英 （？—？），東漢末年劉繇麾下將領。

## 生平
揚州刺史劉繇部将。張英駐札在長江的当利口，連携同樣在横江津駐札的同僚樊能和糜，对企图勢力擴張的袁術严加防備。袁術派遣揚州刺史惠衢、丹楊太守吴景、丹楊都尉孫賁等部前来攻击劉繇，无奈張英等劉繇的部将们的防御非常严密，過了幾年也没能攻破。但是興平元年（194年），孫策增援了吴景等人以後，戰況便起了变化。孫策瞬間击破了吴景等人幾年都没能攻克的張英，并向丹徒方向追讨劉繇。从那以後，張英这个名字便从史書上消失了。

## 三國演義
《三国演義》中張英是作为劉繇的部将登場的。志願守備牛渚要塞的他，遭遇了進攻中的孫策，被當時的江賊頭目蒋欽、周泰自陣中放火，輕易地败走了。逃回了劉繇处后即将被处斩时，被同僚笮融、薛礼死命相劝得以保全性命。
那之後，被孫策大敗的劉繇逃到劉表的麾下後，張英和薛礼，陳横一起到秣陵（後来吴国的都城建業）固守。但是，中了包抄来的孫策的計策被引誘出城，遭遇伏兵大敗，被孫策的部将陈武所杀。
在日本漫画家横山光輝的《三国志》與香港漫畫家陳某的《火鳳燎原》也曾登場。結局是在單挑中被孫策擊斃。